# پالایشگاه گاز فجر جم
پالایشگاه گاز فجر جم یکی از بزرگ‌ترین پالایشگاه‌های گاز ایران و خاورمیانه  واقع در شهرستان جم استان بوشهر می‌باشد.
این پالایشگاه با دریافت گاز از میدان های گازی نار، کنگان و پارس جنوبی ظرفیت دریافت ۵۰ میلیون مترمکعب گاز از میدان پارس جنوبی را دارد.
هم چنین پالایشگاه فجر جم جهت پالایش بخشی از گاز ترش تولیدی از فاز ۶ میدان گازی پارس جنوبی طراحی شده‌است و ظرفیت اسمی پالایش گاز در این پالایشگاه ۸۰ میلیون مترمکعب در روز است. در زمستان ۱۳۹۲ پالایشگاه فجر جم به رکورد خیره کننده تصفیه ۱۲۵ میلیون مترمکعب گاز در روز رسید. 
این پالایشگاه دارای هشت ردیف واحد شیرین‌سازی گاز است و میعانات گازی تولیدی  از میدان‌های گازی آغار و دالان نیز توسط خط لولهٔ هشت اینچ به طول ۱۵۴ کیلومتر به این پالایشگاه و در نهایت به بندر سیراف یا توسط یک خط لوله به پالایشگاه شیراز ارسال می‌شود.
این پالایشگاه به دلیل قدمت خود به عنوان مولد و موتور اقتصادی شهرستان جم به شمار می آید.  